# Ogrody botaniczne w Singapurze

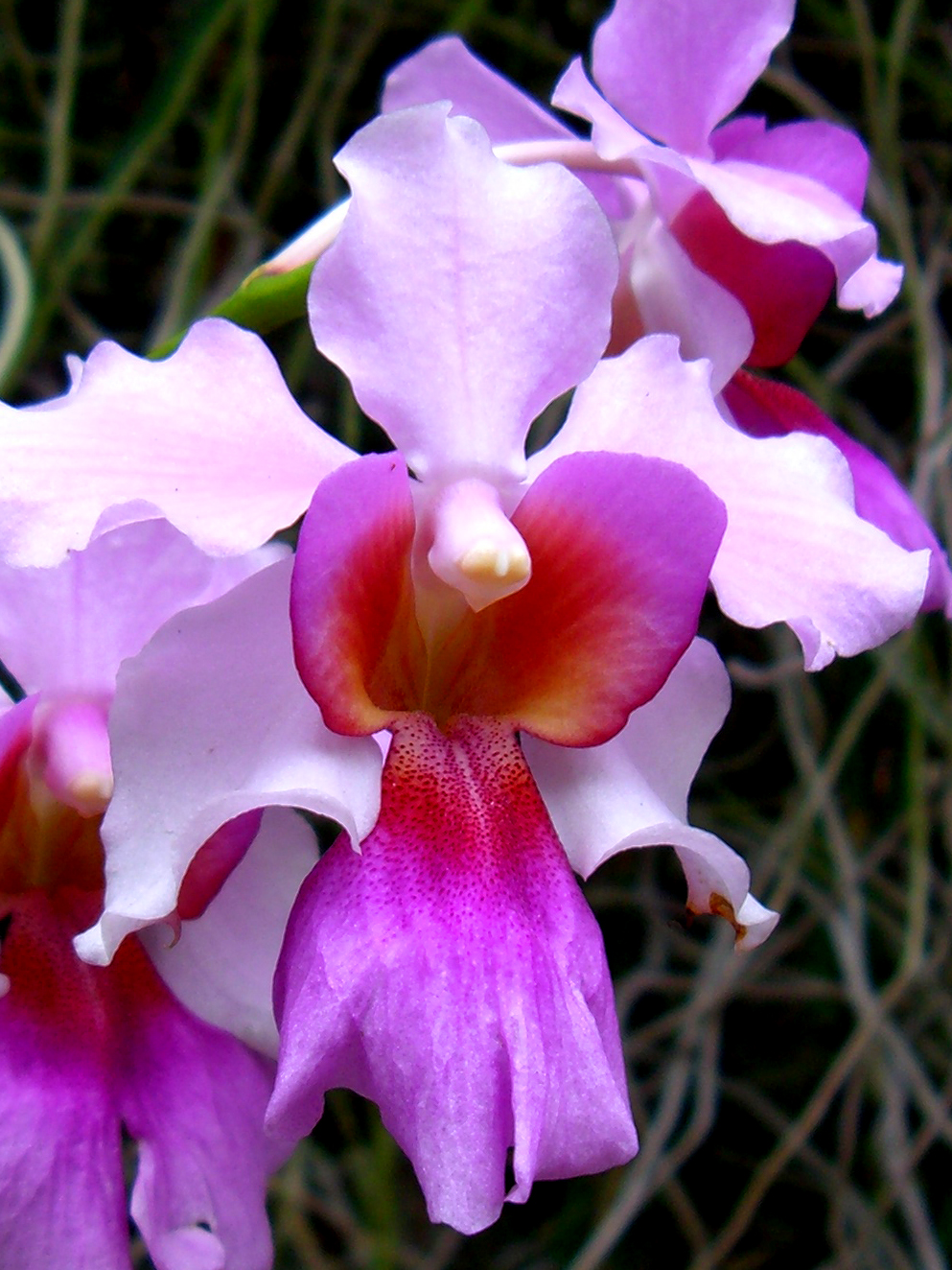
Storczyk 'Vanda Miss Joaquim'

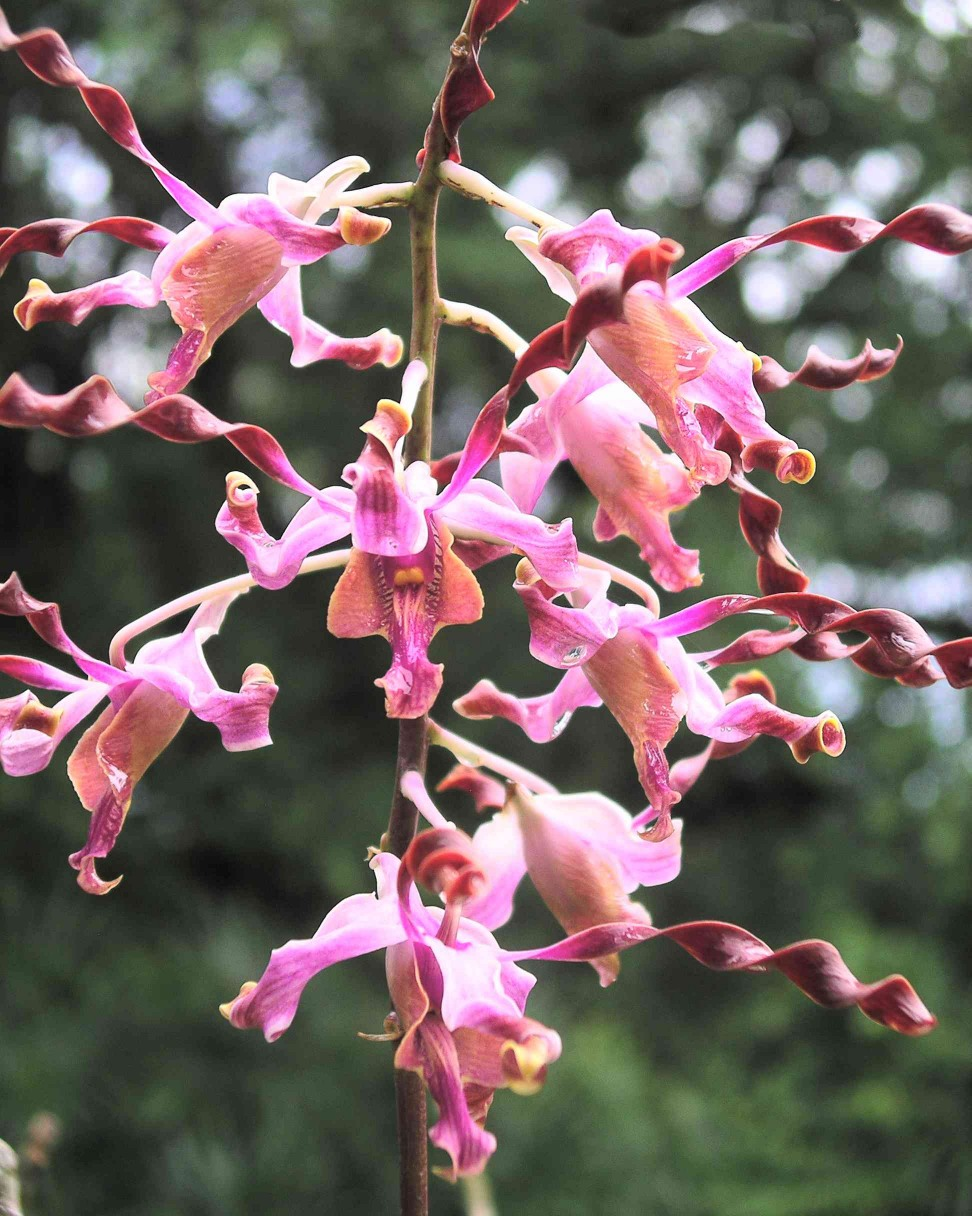
Dendrobium 'Margaret Thatcher'

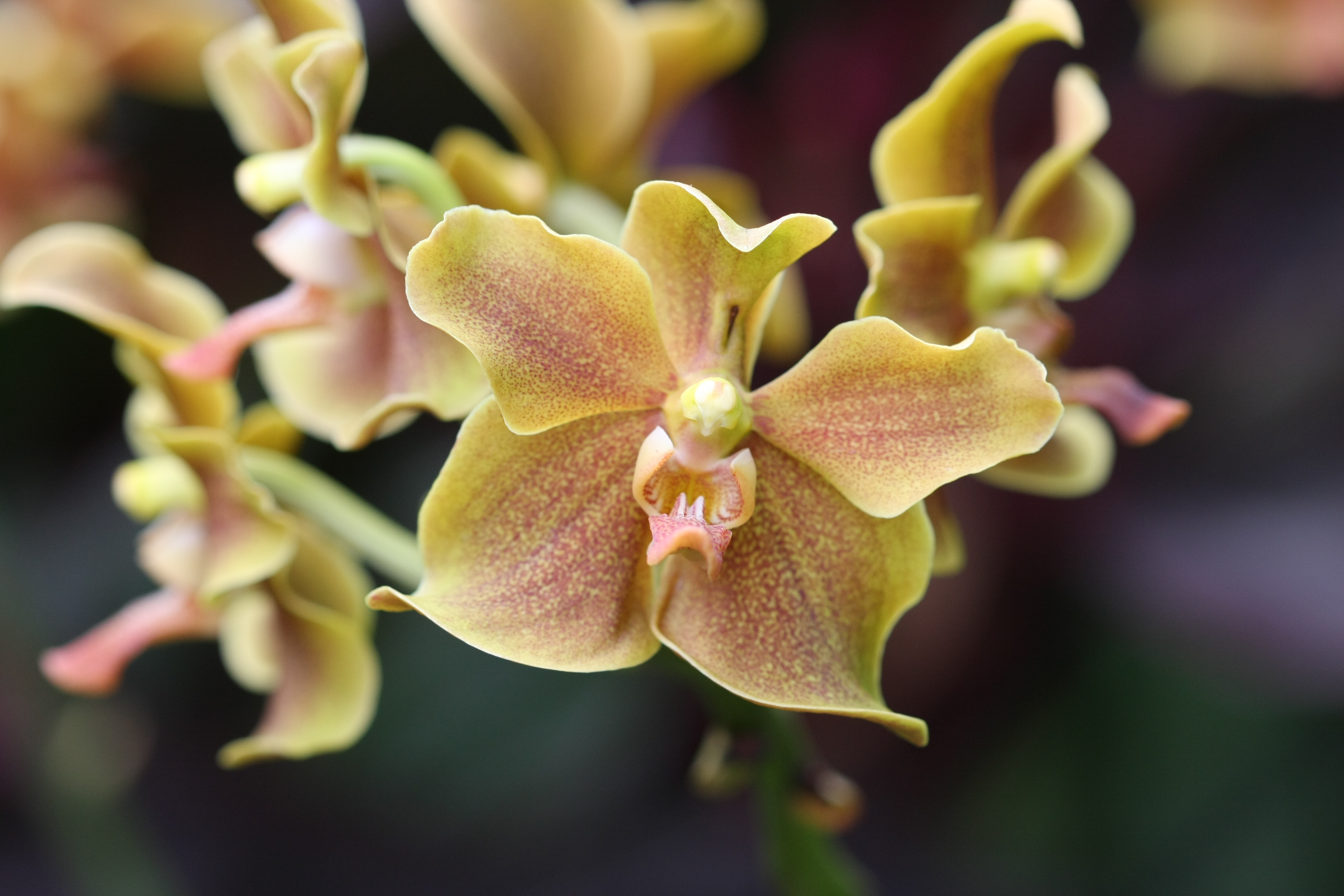
Paravanda 'Nelson Mandela'

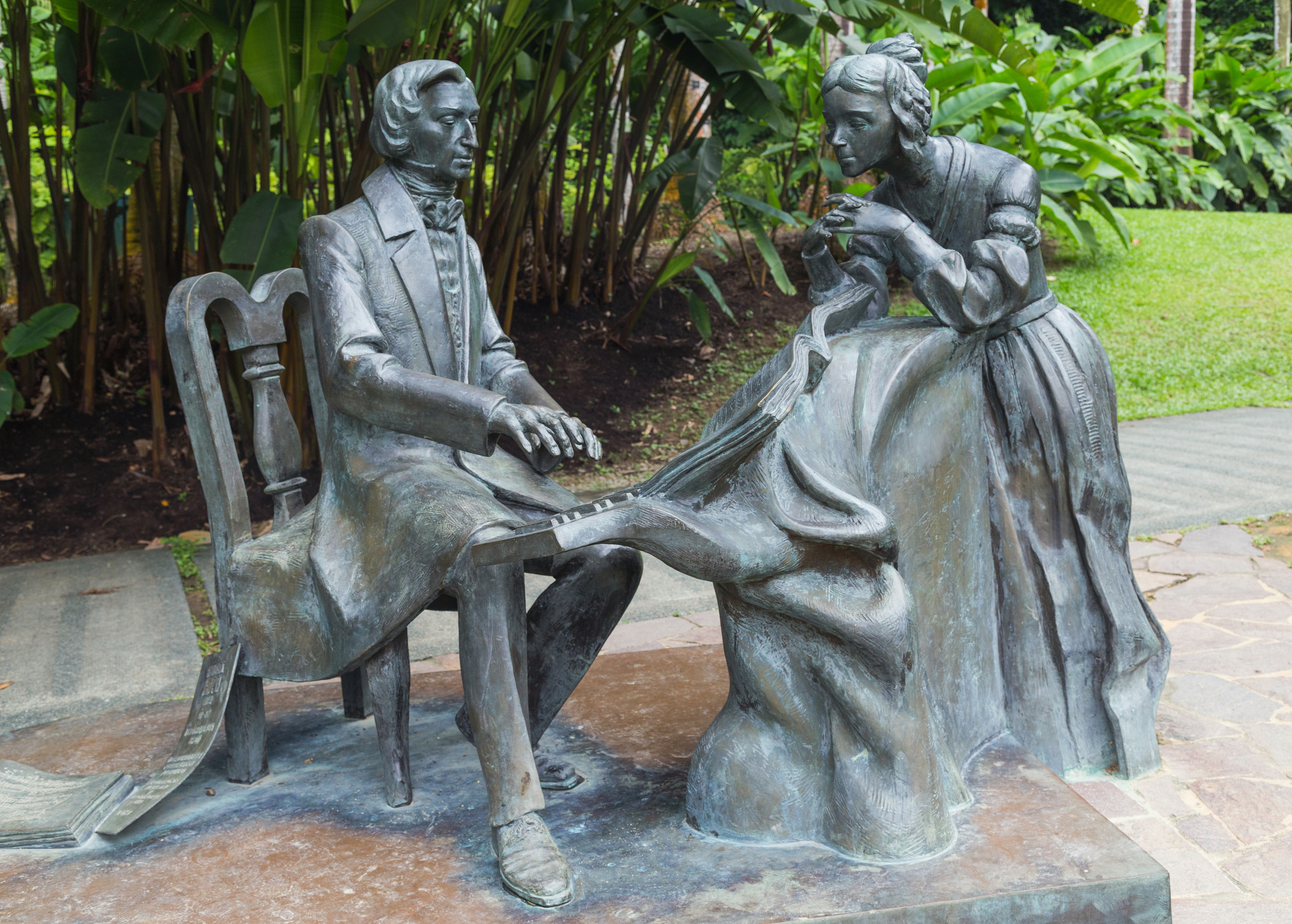
Pomnik Chopina nieopodal „Symphony Lake”

Ogrody botaniczne w Singapurze (ang. Singapore Botanic Gardens) – tropikalne ogrody założone w 1859 roku niedaleko Orchard Road w centrum Singapuru; jeden z najznakomitszych przykładów brytyjskich tropikalnych ogrodów kolonialnych w południowo-wschodniej Azji.
W 2012–2013 roku był najczęściej odwiedzanym ogrodem botanicznym na świecie – odwiedziło go 4,4 miliona zwiedzających. Na terenie ogrodu znajduje się szereg różnych kolekcji i obiektów, m.in. Narodowy Ogród Orchidei z ponad tysiącem różnych gatunków i dwoma tysiącami hybryd storczykowatych.
W 2015 roku ogrody botaniczne w Singapurze zostały wpisane na listę światowego dziedzictwa UNESCO. Jest to pierwszy obiekt na terenie Singapuru wpisany na listę i jedyny tropikalny ogród botaniczny na liście.

## Położenie i geografia
Singapurskie ogrody botaniczne położone są w Tanglinie w Regionie Centralnym Singapuru, pomiędzy Holland Road na południu, Tyersall Avenue i Cluny Park Road na zachodzie a terenem fakultetu prawa Narodowego Uniwersytetu Singapuru od wschodu. Ogrody znajdują się ok. 1,5 km od Orchard Road i 4,4 km od Central Business District.
Ogrody rozciągają się na obszarze 74 ha, na terenie pagórkowatym na rzędnych od 2,2 do 33,6 metrów n.p.m.. Dominują gleby gliniaste. Klimat tropikalny sprawia, że minimalna temperatura dzienna to 23,8 °C a maksymalna to 30,7 °C. Średnia roczna wilgotność powietrza wynosi 84%, przy średnich rocznych opadach 2367 mm.

## Historia
Pierwszy ogród botaniczny w Singapurze powstał w 1822 roku, kiedy sir Thomas Stamford Raffles – założyciel miasta Singapur, założył „Botanical and Experimental Garden” na stokach Fort Canning.
Obecne ogrody powstały jako inicjatywa Towarzystwa Rolniczo-Ogrodowego („Agri-Horticultural Society”) w 1859 roku na terenie 22 ha. Pierwsze założenie ogrodowe w stylu angielskim zaprojektował i zrealizował Lawrence Niven – szkocki ogrodnik pracujący w Singapurze jako zarządca plantacji muszkatołowca korzennego. Niven zaprojektował staw, sieć krętych ścieżek, rabaty kwiatowe, zostawiając pas 6 ha dziewiczego lasu równikowego. W 1866 roku ogród został poszerzony o 12 ha, gdzie wybudowano bungalow (Burkill Hall) i kolejny staw (Swan Lake). Założenie Nivena przetrwało do dziś w niewiele zmienionej formie.
Ogrody w 1874 roku, z uwagi na trudności finansowe towarzystwa, zostały przekazane brytyjskim władzom kolonialnym i od 1875 roku były rozwijane przez botaników wykształconych w Kew Gardens. Pierwszym zarządcą był botanik-ogrodnik James Murton rekomendowany przez Królewski Ogród Botaniczny w Kew. Murton założył w ogrodach herbarium, wybudował bibliotekę i rozpoczął prace badawcze. W 1879 roku ogród poszerzono o kolejne 41 ha, gdzie założono eksperymentalny ogród uprawny „Economic garden” rozwijany przez kolejnego zarządcę Nathaniela Cantleya. W latach 20. XX wieku większy obszar eksperymentalnego ogrodu uprawnego został zajęty pod budowę pierwszego college'u w Singapurze. Cantley założył również szkółkę drzew, by zaopatrywać tworzone wówczas parki i obszary leśne.
W pierwszych latach działalności ogrody spełniały ważną funkcję dla promocji rozwoju rolnictwa w Singapurze. Największym sukcesem ogrodu było wyhodowanie i wdrożenie do uprawy w lokalnych warunkach kauczukowca brazylijskiego Hevea brasiliensis, który stał się główną rośliną uprawną w regionie południowo-wschodniej Azji na początku XX wieku. W 1928 roku, z inicjatywy Erica Holttuma, ogród rozpoczął program hodowli i krzyżowania storczykowatych. Współcześnie ogród jest filarem projektu Singapore’s Garden City (Singapur – miasto ogród).
W latach 2012–2013 obiekt był najczęściej odwiedzanym ogrodem botanicznym na świecie – odwiedziło go 4,4 miliona zwiedzających.
W 2015 roku ogrody botaniczne w Singapurze zostały wpisane na listę światowego dziedzictwa UNESCO jako pierwszy obiekt na terenie Singapuru wypisany na listę i jedyny tropikalny ogród botaniczny na liście.

## Ogrody

### Narodowy Ogród Orchidei
Zlokalizowany w środkowo-zachodniej części ogrodów Narodowy Ogród Orchidei rozciąga się na obszarze 3 ha, gdzie zgromadzono ponad tysiąc gatunków i dwa tysiące hybryd storczykowatych. Jest to jedyna część ogrodów, do której wstęp jest płatny.
Na terenie ogrodu orchidei znajdują się, m.in.:
- Burkill Hall – dawna rezydencja dyrektorów Ogrodów, zamieszkana nieprzerwanie do 1969 roku. W latach 1888–1911 mieszkał tu pierwszy dyrektor – Henry Nicholas Ridley (1855–1956) a po nim w latach 1912–1925 Isaac Henry Burkill (1870–1965) oraz jego syn – Humphrey Morrison Burkill, dyrektor ogrodów w latach 1957–1969[6].
- VIP Orchid Garden – ogród na tyłach Burkill Hall, gdzie prezentowane są najpiękniejsze egzemplarze hybryd storczyków wyhodowanych w ramach programu prowadzonego przez ogrody[3]. Od 1957 roku rząd Singapuru nazywa wyhodowane w ogrodzie hybrydy ku czci goszczących w Singapurze gości najwyższej wagi państwowej, stąd nazwa ogrodu – „VIP”[3]. W ogrodzie prezentowane są m.in. dendrobium 'Margaret Thatcher', dendrobium 'Joe' i 'Jill Biden' czy renantanda 'Akihito'[3].
- Tan Hoon Siang Misthouse – szklarnia im. Tan Hoon Sianga, syna singapurskiego filantropa Tan Tock Senga, gdzie prezentowane są rzadkie i unikalne kultywary storczyków, m.in. storczyk Papilionanda 'Mimi Palmer' wydzielający słodki zapach przypominający zapach czekolady[7]
- Yuen-Peng McNeice Bromeliad Collection – szklarnia im. Yuen-Peng McNeice, gdzie prezentowana jest kolekcja ponad 200 okazów bromeliowatych[8]
- Cool House – szklarnia, gdzie prezentowane są storczyki ze Starego (Azji i Afryki) i Nowego Świata (Ameryki Środkowej i Południowej), m.in. pochodząca z Borneo i Sulawesi Bulbophyllum echinolabium – storczyk o największych kwiatach osiągających długość 30 cm i kwitnących przez 10 dni[9].

### Las równikowy
Dziewiczy las równikowy obejmuje teren 6 ha. Znajduje się w nim ponad 300 gatunków drzew i innych roślin, m.in. Dyera costulata, a niektóre drzewa mierzą 50 m wysokości.

### „Palm Valley” i „Symphony Lake”
„Palm Valley” to część ogrodów z ponad 220 gatunkami arekowców reprezentującymi wszystkie sześć podrodzin: Arecoideae, Coryphoideae, Calamoideae, Ceroxyloideae, Phytelephantoideae i Nypoideae.
- Wśród egzemplarzy Arecoideae znajdują się m.in. Butia capitata, Cyrtostachys renda, Caryota species, Areca catechu, Arenga pinnata, Wodyetia bifurcata, Normanbya normanbyi;
- Coryphoideae reprezentują tu m.in. Washingtonia filifera, Livistona chinensis, Pritchardia pacifica, Lodoicea maldivica i Corypha umbraculifera;
- Coryphoideae – Metroxylon sagu, Pigafetta filaris i Salacca zalacca;
- Ceroxyloideae – Ravenea rivularis, Chamaedorea elegans i Hyophorbe lagenicaulis;
- Phytelephantoideae – Phytelephas aequatorialis
- Nypoideae – Nypa fruticans[11].

W dolinie „Palm Valley” nieopodal stawu „Symphony Lake” znajduje się muszla koncertowa, gdzie organizowane są koncerty muzyki klasycznej, m.in. szopenowskiej. W 2008 roku nad „Symphony Lake” stanął pomnik Fryderyka Chopina autorstwa Karola Badyny.

### „Ginger Garden”
W ogrodzie „imbirowym” na powierzchni jednego hektara znajduje się ponad 250 gatunków roślin z rodziny imbirowatych. Rośliny te prezentowane są w układzie obszarów, z których pochodzą.

## Galeria

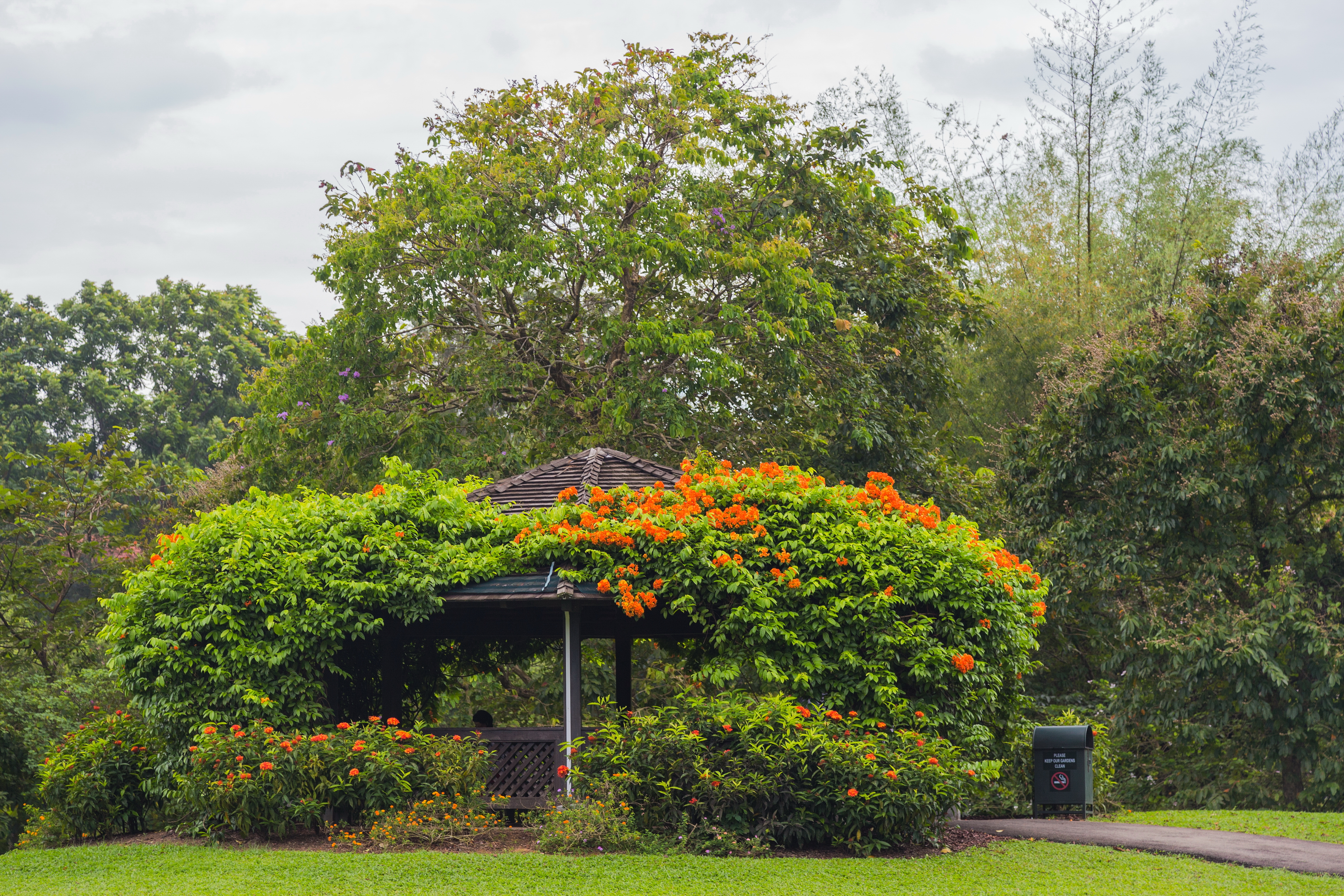
Altanka
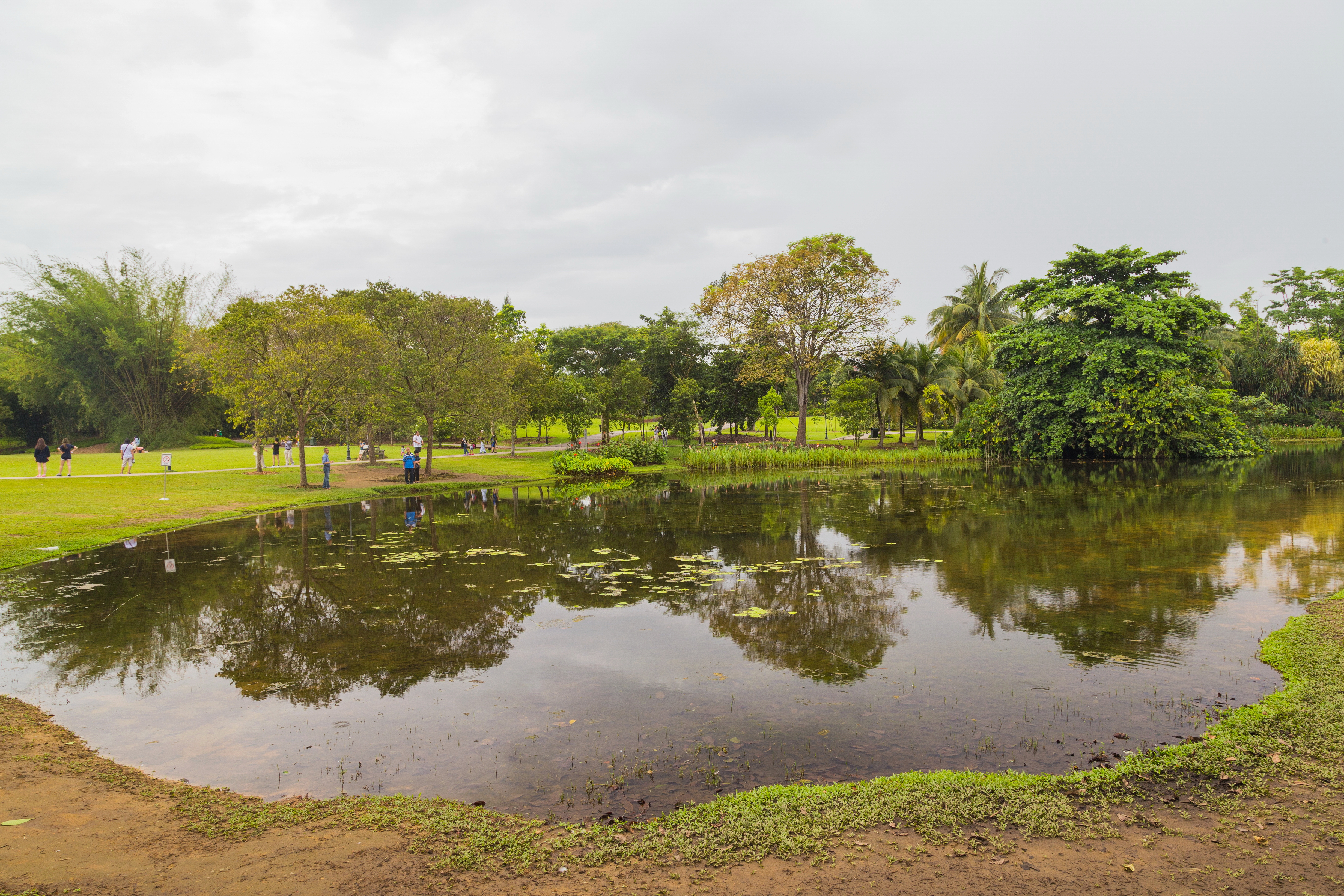
Eco-lake
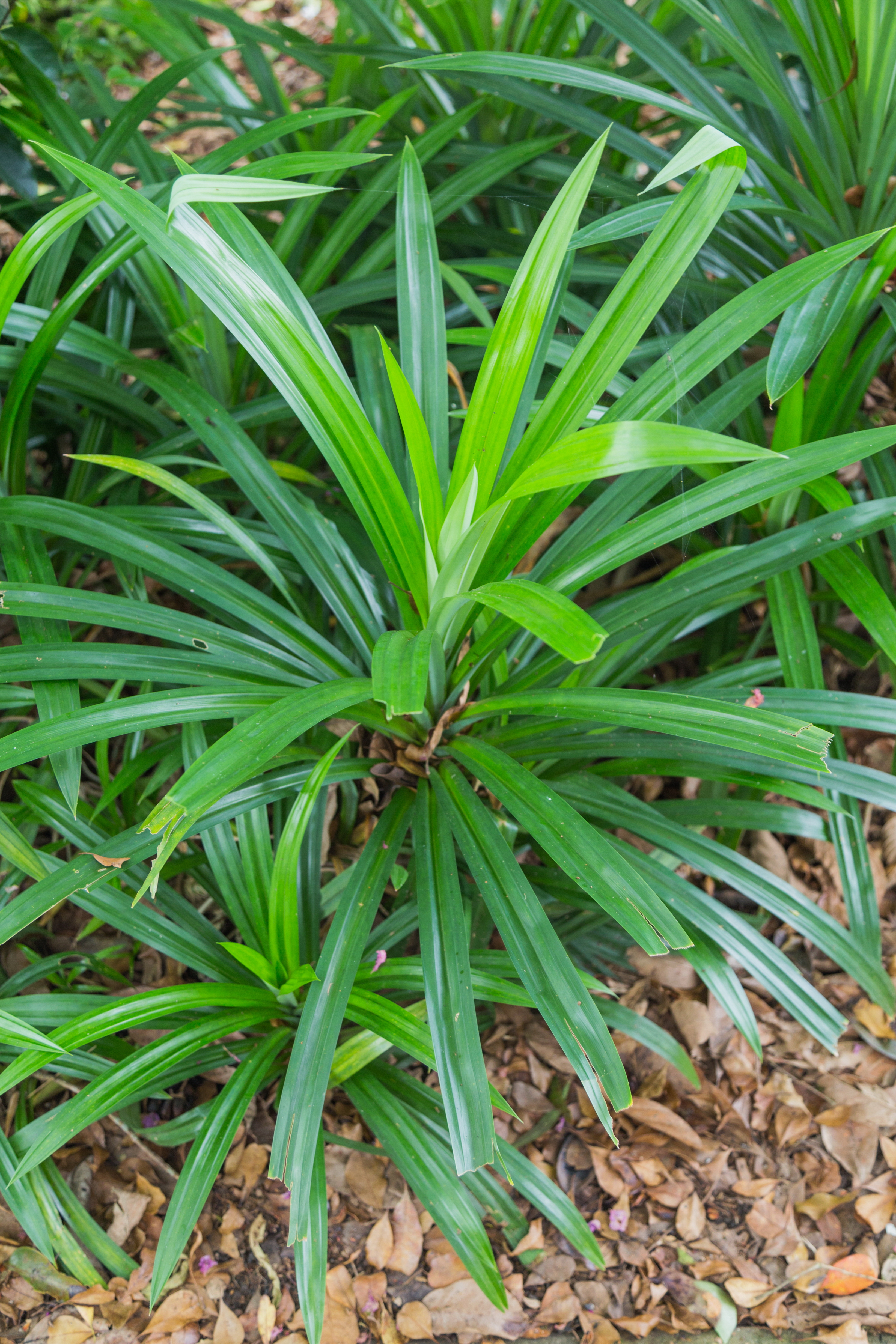
Pandan amarylkolistny (Pandanus amaryllifolius)
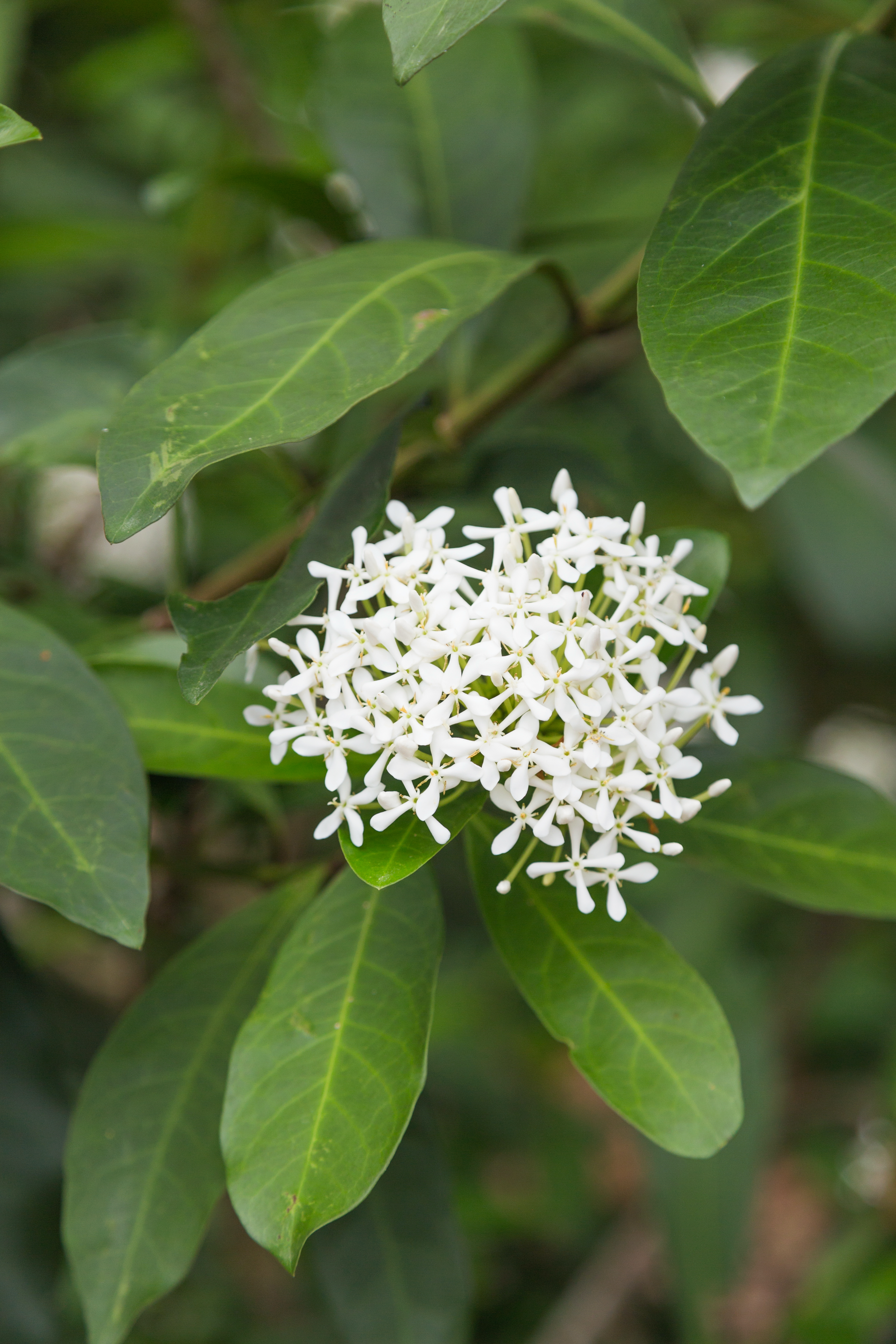
Iksora
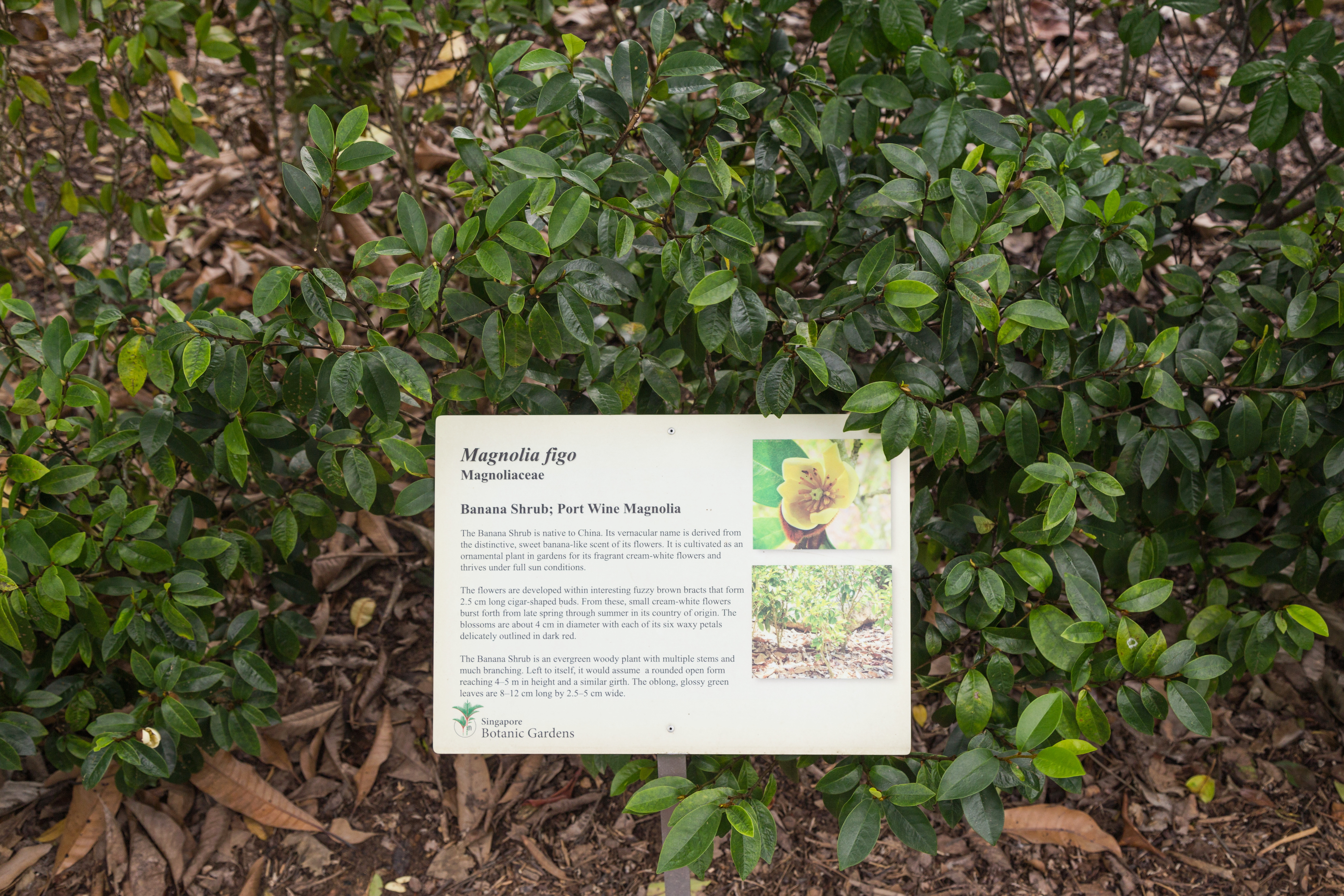
Magnolia figo
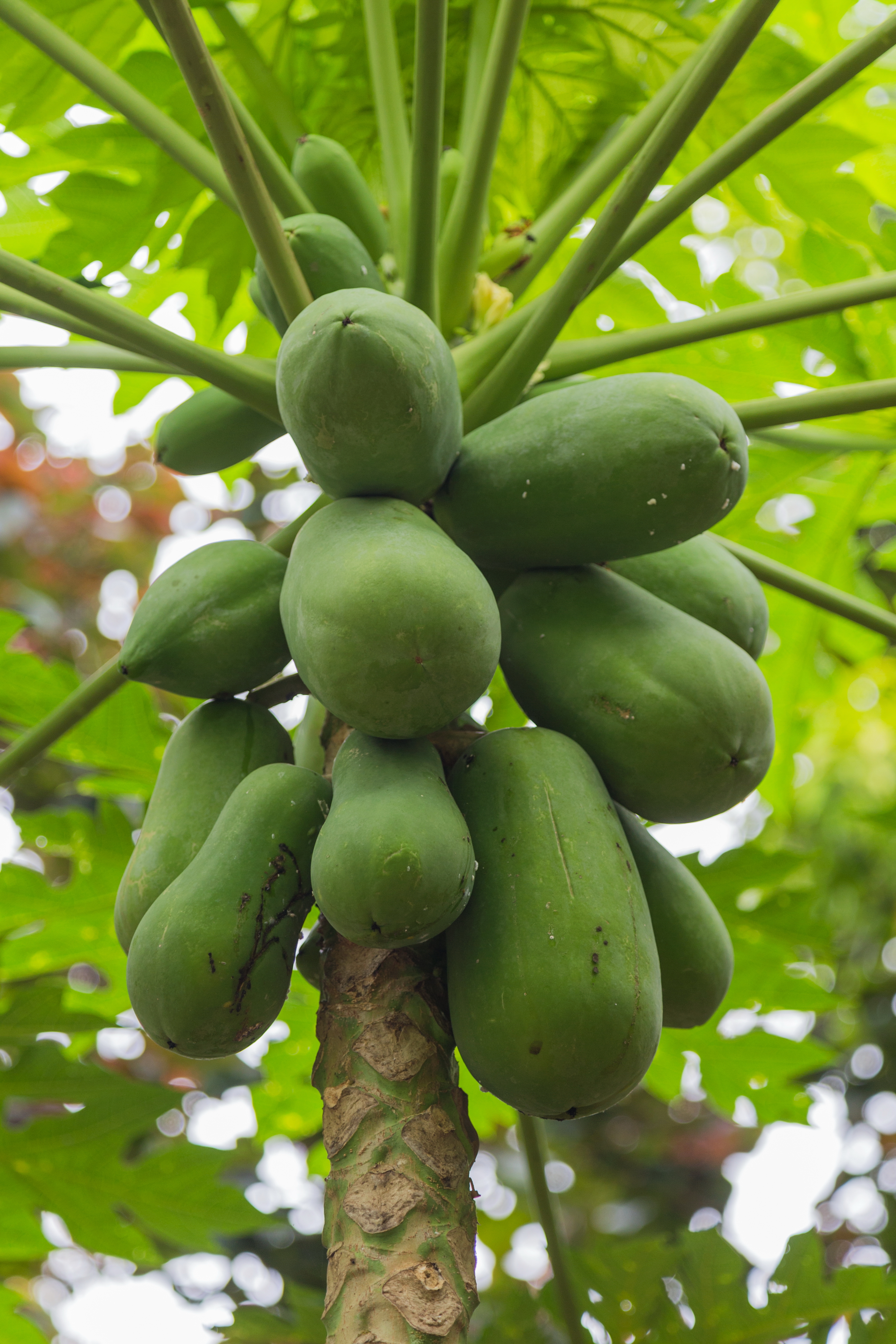
Melonowiec właściwy (Carica papaya)
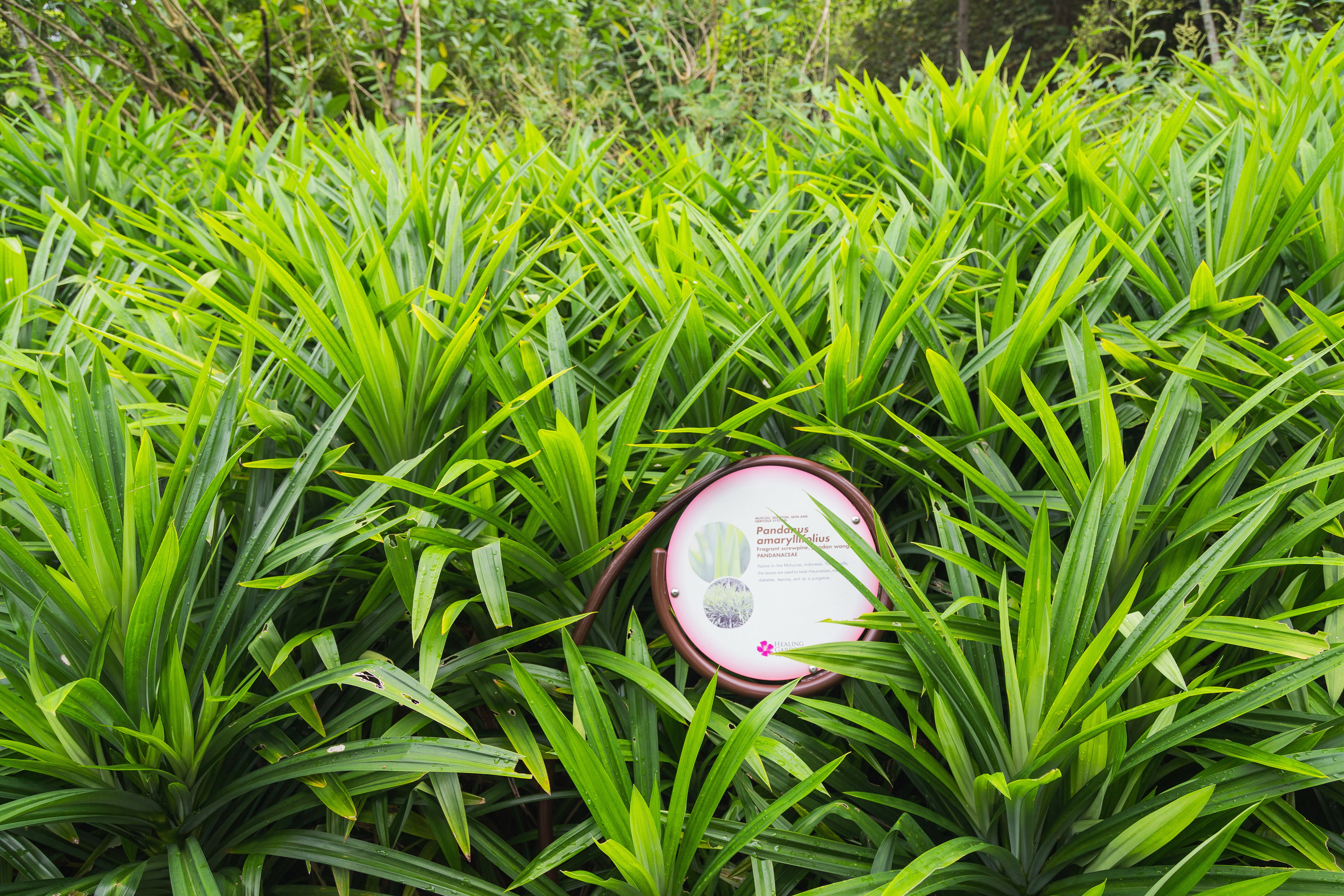
Pandan amarylkolistny (Pandanus amaryllifolius)
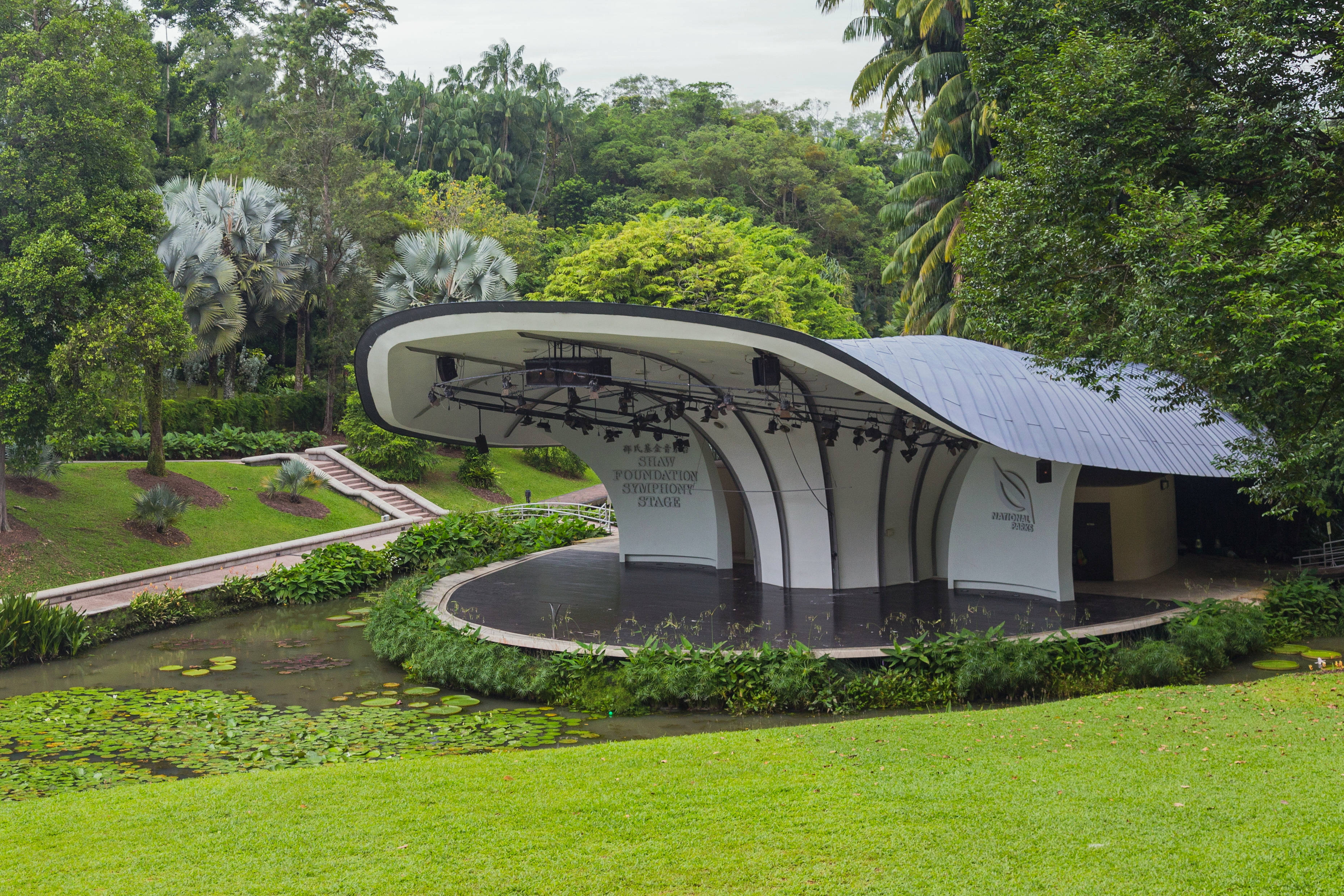
Shaw Foundation Symphony Stage